# Евфрей
Евфрей (др.-греч. Εὐφραῖος) — ученик Платона, древнегреческий политик IV века до н. э.
Евфрей родился в в Орее на севере Эвбеи. В молодости он некоторое время жил в Афинах, где обучался в Академии Платона. Знаменитый философ рекомендовал своего ученика македонскому царю Пердикке III в качестве советника.
При дворе Пердикки III Евфрей пользовался большим влиянием. Согласно Афинею, который ссылался на историка II века до н. э. Каристия Пергамского цитировавшего Спевсиппа, Евфрей «держался царственнее самого царя, хоть и был низкого рода и клеветнического нрава: среди царских друзей он выбирал знакомцев так придирчиво, что нельзя было попасть к нему за стол, не зная геометрии или философии». Также, согласно данному автору, Евфрей оказал протекцию брату Пердикки III Филиппу II, чтобы тот получил в управление одну из областей Македонии, где тот накопил силы и после гибели брата захватил власть
После гибели Пердикки III Евфрей переехал в свой родной город Орей, где занял антимакедонскую позицию. За свои политические взгляды, согласно Демосфену, был арестован, а затем, после захвата города македонянами в 343/342 году до н. э., по одной версии покончил жизнь самоубийством, по другой, — был казнён по приказу военачальника Пармениона.

### Исследования
- Natorp P. Euphraios 2 // Paulys Realencyclopädie der classischen Altertumswissenschaft :  [нем.] / Georg Wissowa. — Stuttgart : J. B. Metzler’sche Verlagsbuchhandlung, 1907. — Bd. V, 1. — Kol. 1910.
- Nails D.[англ.]. The people of Plato: a prosopography of Plato and other Socratics (англ.). — Indianapolis, IN: Hackett Publishing Company, Inc., 2002. — ISBN 0-87220-564-9.